# Cofix
Cofix (hebr. קופיקס) – izraelska sieć kawiarni, barów i supermarketów założona w 2013 roku przez Avi Katza, która korzysta z systemu menu o stałej cenie. Większość oddziałów Cofix znajduje się w centrach miast i innych popularnych obszarach, ale niektóre znajdują się w instytucjach edukacyjnych lub obok nich, takich jak Uniwersytet w Hajfie.
Sieć sprzedaje świeżą kawę po stałej i niskiej cenie, a także powiązane produkty spożywcze, pod hasłem „świeża kawa, stała cena”. Część sieci Cofix Bar obejmuje również napoje alkoholowe, a Super Cofix to supermarket oparty na Cofix. Sieć pierwotnie oferowała wszystkie swoje produkty po stałej cenie 5 NIS.
Cofix Israel jest notowana na Giełdzie Papierów Wartościowych w Tel Awiwie pod nazwą AGRI. Po wejściu na giełdę Cofix wyceniono na 90 mln NIS. W związku z tym Cofix stała się pierwszą siecią kawiarni notowaną na TASE. W 2018 roku firma Cofix została przejęta przez Rami Levy Hashikma Marketing.

## Globalne operacje
- Izrael[6]
- Polska (od 2020)[7][8]
  - Warszawa
  - Białystok
  - Lublin
  - Katowice

- Białoruś
- Rosja
- Kazachstan
- Azerbejdżan